# Шахаб ад-Дін-шах
Шахаб ад-Дін (Шіб уд-Дін, Шихаб уд-Дін)-шах (д/н — 1373) — 4-й султан Кашміру в 1355—1373 роках. Держава набула найбільшого територіального розширення.

## Життєпис
Походив з династії Сваті. Син Ала ад-Дін-шаха. Мусульманське ім'я невідоме. В дитинстві звався Ширашамак (Маленький випивач молока). Здобув гарну освіту, замолоду долучався батьком до державних справ. В останні роки панування Ала ад-Діна був його фактичним співволодарем.
1355 року успадкував трон, взявши ім'я Шахаб ад-Дін-шах. Розпочав активну зовнішню політику, намагаючись підкорити сусідні дрібні індуїстські й мусульманські держави, насамперед Чамба, Пахлі й Сват. Відсутністю Шахаб ад-Діна скористався Пуладчі, володар Кашгару, що вдерся до Кашміру. Незважаючи на перевагу ворога, султан зумів обрати вигідну позицію, де завдав поразки Пуладчі. За цим захопив Балтистан, Гілгіт, Дарду і Ладакх, де повалив династію Гор.
За цим 1360 року вирішив скористатися послабленням Делійського султанату, захопив князівства Нагаркот, Кіштвар і Джамму, міста Мултан і Нуман, а 1361 року рушивши на Делі, але не зміг здолати Фіроз Шах Туґхлака в битві на річці Сатлудж. За умовами миної угоди отримав землі від місті Сіргінд в Пенджабі до кордону Кашміру. Договор було закріплено шлюбом Шахаб ад-Дін-шаха і його брата Хіндала з 2 доньками султана Фіроз Шаха Туґхлака, а останній в свою чергу одружився з Лакшмі, донькою кашмірського султана.
1362 року скористався розпадом Нікудерійської орди на бекства захопив міста Кабул, Газні і Кандагар. Невдовзі приєднав до своїх володінь Бадахшан.
У внутрішній політиці продовжив зміцнювати управління, вправно підбирав сановників і намісників. При цьому не звертав уваги на релігію чиновника. Його найближчими міністрами були шиваїсти Кота Бхат (очільник земельного господарства і лісів) і Уд'яшрі (голова фінансів), які підтримували буддистів. Армію очолювали індуїсти і родичі раніше поваленої династії Лохара — Малік Чандра, Сура Лолака і Акал Райна.
Звів місто Шахабаддінпур (Шадіпур) біля поєднання річок Інд і Джелам, а на пагорбі Кох-і-Маран — Лакшмінагар. Крім того, активно розбудовував Срінагар. По свій країні за час свого панування звів багато мечетей і медресе.
Наприкінці життя внаслідок інтриг родичів дружини Лакшмі відправив у заслання до Делі двох своїх синів Гасан Хана і Алі Хана, що були претендентами на трон. Лише 1373 року вирішив їх повернути, проте того ж року Шахаб ад-Дін помер. Владу отримав його молодший брат Хіндал.